# Brest Bretagne repülőtér
A Brest Bretagne repülőtér (IATA: BES, ICAO: LFRB) egy nemzetközi repülőtér Franciaországban, Brest közelében. Éves utasforgalma 801 854 fő (2022).

## Futópályák
A repülőtér futópályái:
- 07R/25L (3100 m, 45 m, aszfalt)
- 07L/25R (700 m, 17 m, aszfalt)

## Forgalom
Az utasforgalom az elmúlt években az alábbi módon változott:
| Utasok száma | 614 023 | 748 060 | 704 237 | 775 079 | 874 747 | 990 927 | 998 393 | 1 011 651 | 1 236 121 | 801 854 |
|              | 1997    | 2000    | 2003    | 2005    | 2008    | 2011    | 2014    | 2016      | 2019      | 2022    |

## Légitársaságok és úticélok
| Légitársaság     | Célállomások                                                              |
| ---------------- | ------------------------------------------------------------------------- |
| Aegean Airlines  | Szezonális: Heraklion                                                     |
| Air France       | Párizs–Charles de Gaulle, Paris–Orly Szezonális: Calvi, Marseille, Toulon |
| Air France Hop   | Lyon, Nizza                                                               |
| Chalair Aviation | Bordeaux, Caen                                                            |
| easyJet          | Lyon                                                                      |
| Finist'air       | Ushant                                                                    |
| Ryanair          | London–Southend, Marseille, Porto                                         |
| TUI fly Belgium  | Toulon Szezonális: Agadir, Marrakesh Seasonal charter: Corfu              |
| Twin Jet         | Lille                                                                     |
| Volotea          | Montpellier Szezonális: Ajaccio, Bastia, Figari, Nizza, Palma de Mallorca |